# Задача вибору

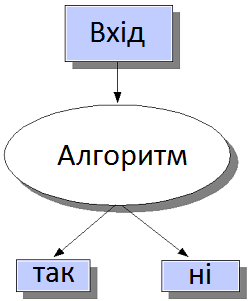
Проблема вибору має тільки два можливих виходи, так чи ні (або 1 чи 0) для будь-якого входу.

У теорії обчислюваності і теорії складності обчислень, проблема вибору або задача про ухвалення рішень — це запитання в деякій формальній системі з відповіддю так або ні, залежно від значення деяких вхідних параметрів. Рішення проблеми зазвичай з'являються в математичних питаннях алгоритмічного розв'язання, тобто в питаннях про існування ефективного методу для визначення наявності будь-якого об'єкта або його належність множині. Деякі з важливих математичних проблем нерозв'язні.
Наприклад, питання «задані два числа x і y, чи ділиться x на y без залишку?» — буде проблемою вибору. Відповідь може бути або 'так' або 'ні', і залежить від значень x і y.
Метод розв'язання проблеми вибору описаний у формі алгоритму називається алгоритмом вибору, алгоритмом ухвалення рішень або розв'язувальною процедурою для цієї проблеми. Розв'язувальна процедура для проблеми вибору «задані два числа x і y, чи x ділиться на y без залишку?» має надати покроковий набір дій для визначення чи ділиться x на y без залишку для даних x і y. Одним з таких алгоритмів є ділення в стовпчик. Якщо залишок від ділення буде нулем, то тоді відповідь 'так', інакше 'ні'. Проблема вибору, яка може бути розв'язана за допомогою алгоритму, такого як в цьому прикладі, зветься розв'язною.
Теорія складності обчислень розрізняє розв'язні проблеми вибору за складністю їхнього розв'язання. «Складний», у цьому значені, описаний в термінах обчислювальних ресурсів потрібних найефективнішому алгоритму розв'язання певної проблеми. Теорія обчислюваності, тим часом, розрізняє нерозв'язні проблеми вибору за степенем Тюрінга, який є мірою нерозв'язності властивою будь-якому розв'язку. Проблема вибору тісно пов'язана з функціональною проблемою, яка передбачає більш складні відповіді ніж так чи ні.
Дослідження в теорії обчислень зазвичай сфокусовані на проблемах вибору, бо від цього не втрачається загальність, тому, що кожна функціональна проблема може бути перетворена у проблему вибору.

## Визначення
Проблема вибору це випадкове питання так-або-ні на нескінченній множині вхідних даних. Через це, традиційне визначення проблеми вибору еквівалентно такому: множина можливих вхідних даних разом з множиною вхідних даних для яких проблема повертає так.
Ці вхідні дані можуть бути натуральними числа, але також деякі можуть набувати значень якогось іншого роду, такі як рядки над двійковою абеткою {0,1} або над якоюсь іншою скінченною множиною символів. Підмножина рядків, для яких проблема повертає «так» є формальною мовою, часто вирішення проблеми визначаються таким чином, як формальні мови. 
Крім того, якщо використовувати кодування на кшталт нумерації Геделя, то будь-який рядок можна закодувати натуральним числом, що дозволяє визначити проблему розв'язання як підмножину натуральних чисел.

## Приклад
Класичним прикладом, який розв'язується проблемою вибору є множина простих чисел. Можна ефективно вирішити, чи є задане натуральне число простим, за допомогою перевіркою кожним можливим нетривіальним множником. Хоча відомі набагато більш ефективні тести на простоту, існування будь-якого дієвого методу достатньо для встановлення розв'язності.

## Розв'язність
Рішення проблеми А називається розв'язною, або ефективно розв'язаною, якщо А — це рекурсивна множина. Задача називається частково розв'язною, напіврозв'язною, розв'язною або доказовою, якщо А — це рекурсивно перераховна множина. Проблеми, що не можна розв'язати називаються нерозв'язними.
Проблема зупинки є нерозв'язною задачею; для додаткових прикладів, дивіться список нерозв'язних проблем.

## Повні проблеми
Проблеми вибору можна упорядкувати відповідно до багатозначної зводимості якщо можливе скорочення за поліноміальний час. Проблему вибору P називають повною для множини проблем вибору S, якщо Р належить S і кожна проблема в S може бути зведена до P. Повнота проблем вибору використовується в теорії складності обчислень для характеристики обчислювальної складності проблем вибору. Наприклад, задача здійсненості бульових формул є повною у класі складності NP проблем вибору при зводимості за поліноміальний час.